# Folio (Guy)
Folio is een compositie van de Britse componist Barry Guy voor barokviool (solist), viool (solist), contrabas (solist),  zeven violen; twee altviolen; twee celli en een (extra) contrabas. Het is geschreven in opdracht van het BT Scottish Ensemble en CCAA Galeries in Glasgow met bijdragen van de Schotse Kunst Raad. Het ging dan ook in première in Glasgow op 27 oktober 2002. Een opname van het werk verscheen in 2005 op cd.

## Betekenis
Folio is volgens de componist net zoveel wel als niet gebaseerd op het toneelstuk Het Theater van de Ziel van Nikolaj Evreinov uit 1912. Hierin werd de menselijke geest als een drie-eenheid gezien: Gevoel, Ratio en Onderbewustzijn. Daarnaast zei de componist gedurende het componeren onder de invloed van Diego Ortiz te zijn geweest en met name zijn Recercada Primera uit 1553.
Folio staat voor het papierformaat Folio, hetgeen eenmaal gevouwen vier gezichten (bladzijden) laat zien.

## Muziek
De barokviolist vertegenwoordigt het Gevoel in de compositie; de contrabas vertegenwoordigt de Ratio en de violist(e) en het ensemble vertegenwoordigen het Onderbewustzijn. De barokviolist speelt voorgecomponeerde muziek, doch mag zelf kiezen wanneer welk fragment wanneer wordt gespeeld; de contrabassist (vaak Guy zelf) improviseert geheel en de ensemble speelt geheel gecomponeerde muziek. De muziek is daarbij zonder meer toe te wijzen naar klassieke muziek, maar een genre is moeilijk te benoemen. De barokviool wordt hier gebruikt om af en toe een gevoelige melodie te voeren, doch ook vaak moet het krassen, piepen of andere moderne geluiden voort te brengen. Ook het ensemble op de achtergrond speelt dan weer pure romantische muziek dan weer glissandeert of schreeuwt de muziek. De muziek kent geen vaste maatvoering en gaat alle kanten op; er is geen sprake van een muzikale oplossing, anders dan het slotakkoord.
De delen Folio Five zijn ook los van deze compositie uit te voeren.

## Delen
1. Improvisation (1:27) (voor de contrabas)
2. Prelude – Ortiz I – Postlude (21:31)
3. Improvised commentary (1:08)
4. Folio Five I (3:23)
5. Improvised commentary (1:33) voor barokviool en contrabas
6. Folio Five II (4:17)
7. Improvised commentary (1:10) voor barokviool en contrabas
8. Folio Five III (3:54)
9. Improvised commentary (1:19) voor contrabas
10. Folio Five IV (4:23)
11. Improvised commentary (1:08) voor barokviool en contrabas
12. Folio Five V (3:18)
13. Memory (5:03) voor soloviool en barokviool
14. Ortiz II (4:11)

## Discografie
- Uitgave ECM Records ; Maya Homburger, barokviool; Muriel Cantoreggi, viool; Barry Guy, contrabas; Münchener Kammerorchester o.l.v. Christoph Poppen

## Verder lezen
- (en):BBC